# Sciobia chopardi
Sciobia chopardi är en insektsart som först beskrevs av Bolívar, I. 1925.  Sciobia chopardi ingår i släktet Sciobia och familjen syrsor.

## Underarter
Arten delas in i följande underarter:
- S. c. chopardi
- S. c. parabolica